# Pseudacris maculata
Pseudacris maculata es una especie de anfibio anuro distribuido por los Estados Unidos y Canadá.